# 류순식
류순식(1912년 12월 11일~2009년 9월 4일)은 대한민국의 정치인이다. 제3·4대 국회의원을 지냈다.

## 역대 선거 결과
|  | 20.43% |

|  | 48.08% |

|  | 0% |